# Than Shwe
Than Shwe (Birmà: သန်းရွှေ) (Minzu, llogaret prop de Kyaukse, 2 de febrer de 1933) és un general i cap d'estat de Myanmar, comandant en cap del Tatmadaw (Forces Armades) i president del SPDC (State Peace and Development Council) abans del 23 d'abril de 1992 anomenat SLORC (State Law and Order Restoration Council).
Va ingressar a l'exèrcit i va participar en la campanya del govern contra la guerrilla karen. Després del cop d'estat de Ne Win del 1962 va començar a ascendir graus i el 1983 fou comandant del Comando regional del Sud-oest, i després segon cap d'estat major de l'exèrcit, brigadier general, i viceministre de Defensa el 1985; va ascendir a major general el 1986. També va obtenir un lloc al Comitè Central Executiu del Partit del Programa Socialista.
El cop d'estat de 1988 que va posar fi a la revolta democràtica d'aquell any el va portar al gabinet com un dels 21 membres presidits pel general Saw Maung. El 23 d'abril de 1992 Saw Maung va dimitir, oficialment per mala salut, i Than Shwe el va substituir com a President del Consell, Cap d'estat, Secretari de Defensa i Comandant en Cap de les Forces Armades.
Va liberalitzar lleugerament l'economia i va combatre la corrupció (destitucions de ministres i militars el 1997). Entre el 9 de gener de 1993 i el 3 de setembre de 2007 es va discutir sobre una nova constitució. El 2004 fou arrestat el primer ministre moderat Khin Nyunt i es suposa que fou obra de Than Shwe per incrementar el seu poder, on és considerat representant de la línia dura. Va fer construir una nova capital, Naypyidaw, que es va inaugurar el 2005. En les protestes dels monjos budistes del 2007 es va dir que l'esposa del general havia fugit a Laos. El 2 de maig de 2008 el cicló Nargis va assolar el país però Shwe va refusar l'ajut internacional.